# Крал Абдула I (джамия)
„Крал Абдула I“ (на арабски: مسجد الملك عبد الله الأول; Масджид ал-Малик Абдулла ал-Аууал) е голяма джамия в центъра на Аман, столицата на Йордания.
Джамията е построена между 1982 и 1986 г. по поръка на крал Хусейн I и е назована в чест на дядо му Абдула ибн Хусейн I, емир и първи крал на Трансйордания.
Намира се на хълма Джабал ал-Уейбде в западната част на йорданската столица. Нейният характерен син купол, декориран с мозайка, е главна забележителност в Аман. До него се издигат още 2 по-малки купола и 2 минарета. Под главния купол има помещение за молитва (за мъже); той не се поддържа от стълбовете в централния кораб и по този начин напомня за Купола на Скалата в Йерусалим.
В комплекса на джамията има музей на ислямската история и религия. Тя е единствената джамия в Аман, отворена и за немюсюлмани.
От 11 април 2006 г. джамията „Крал Абдула I“ вече не е националната джамия на Йордания. На нейно място идва джамията „Крал Хусейн бин Талал“, построена по поръка на крал Абдула II през 2005 г. Понастоящем тя е най-голямата джамия в Йордания.